# Futbol als Jocs Olímpics d'estiu de 1948
Als Jocs Olímpics d'Estiu de 1948 celebrats a la ciutat de Londres (Regne Unit) es disputà una competició de futbol en categoria masculina. La competició tingué lloc entre els dies 26 de juliol i el 13 d'agost a l'Estadi de Wembley i altres poblacions properes a Londres.

## Comitès participants
Participaren 218 futbolistes de 18 comitès nacionals diferents:
| - Afganistan (16) - Àustria (21) - Corea (16) - Dinamarca (22) - Egipte (22) - Estats Units (15) - França (21) - Índia (18) - Irlanda (18) | - Itàlia (12) - Iugoslàvia (22) - Luxemburg (16) - Mèxic (17) - Països Baixos (19) - Regne Unit (23) - Suècia (18) - Turquia (18) - Xina (18) |

## Resum de medalles
| Prova          | Or | Argent | Bronze |
| Futbol masculí | Suècia Torsten Lindberg · Kalle Svensson · Knut Nordahl · Erik Nilsson · Birger Rosengren · Bertil Nordahl · Sune Andersson · Kjell Rosén · Gunnar Gren · Gunnar Nordahl · Henry Carlsson · Nils Liedholm · Börje Leander · Pär Bengtsson · Rune Emanuelsson · Egon Jönsson · Stellan Nilsson · Stig Nyström | Iugoslàvia Aleksandar Atanacković · Stjepan Bobek · Božo Broketa · Miroslav Brozović · Željko Čajkovski · Zlatko Čajkovski · Zvonimir Cimermančić · Ivan Jazbinšek · Miodrag Jovanović · Ratko Kacijan · Ljubomir Lovrić · Frane Matošić · Prvoslav Mihajlović · Rajko Mitić · Bela Palfi · Miomir Petrović · Franjo Šoštarić · Branko Stanković · Josip Takač · Kosta Tomašević · Bernard Vukas · Franjo Wölfl | Dinamarca Knud Bastrup-Birk · Hans Colberg · Edvin Hansen · John Hansen · Jørgen W. Hansen · Karl Aage Hansen · Erik Kuld Jensen · Ivan Jensen · Ove Jensen · Hans Viggo Jensen · Per Knudsen · Knud Lundberg · Eigil Nielsen · Knud Børge Overgaard · Poul Petersen · Axel Pilmark · Johannes Pløger · Carl Aage Præst · Holger Seebach · Erling Sørensen · Jørgen Leschly Sørensen · Dion Ørnvold |

## Medaller
| Posició | País       | Or | Argent | Bronze | Total |
| 1       | Suècia     | 1  | 0      | 0      | 1     |
| 2       | Iugoslàvia | 0  | 1      | 0      | 1     |
| 3       | Dinamarca  | 0  | 0      | 1      | 1     |

## Resultats

### Preliminary round
| Luxemburg                          | 6–0   | Afganistan |
| ---------------------------------- | ----- | ---------- |
| Gales · Schammel · Kettel · Paulus | Resum |            |

 Goldstone Ground, Brighton

Àrbitre: A.C. Williams (ANG)

Assistència:        
| Països Baixos                  | 3–1   | República d'Irlanda |
| ------------------------------ | ----- | ------------------- |
| Wilkes 1' 74' · Roosenburg 11' | Resum | O'Kelly 52'         |

 Fratton Park, Portsmouth

Àrbitre: George Reader (ANG)

Assistència: 8.000        

### Primera ronda
| Iugoslàvia                                                                        | 6–1   | Luxemburg    |
| --------------------------------------------------------------------------------- | ----- | ------------ |
| Stanković 57' · Mihajlović 61' · Željko Čajkovski 65' 70' · Mitić 74' · Bobek 87' | Resum | Schammel 10' |

 Craven Cottage, Fulham

Àrbitre: Karel van der Meer (PBA)

Assistència: 7.000        
| Dinamarca                       | 3–1   | Egipte        |
| ------------------------------- | ----- | ------------- |
| K. Hansen 82' 95' · Pløger 119' | Resum | El Guindy 83' |

 Selhurst Park, South Norwood

Àrbitre: S. Boardman (ANG)

Assistència: 12.000        
| Regne Unit                                                | 4–3   | Països Baixos              |
| --------------------------------------------------------- | ----- | -------------------------- |
| McBain 22' · Hardisty 58' · Kelleher 77' · McIlvenny 111' | Resum | Appel 20' 63' · Wilkes 81' |

 Arsenal Stadium, Highbury

Àrbitre: Vald Laursen (DIN)

Assistència: 21.000        
| França                      | 2–1   | Índia     |
| --------------------------- | ----- | --------- |
| Courbin 30' · Persillon 89' | Resum | Raman 70' |

 Cricklefield Stadium, Ilford

Àrbitre: Gunnar Dahlner (SUE)

Assistència:        
| Turquia                                          | 4–0   | Taipei |
| ------------------------------------------------ | ----- | ------ |
| Kılıç 18' 61' · Saygun 72' · Küçükandonyadis 87' | Resum |        |

 Green Pond Road, Walthamstow

Àrbitre: Johann Beck (AUT)

Assistència:        
| Suècia                        | 3–0   | Àustria |
| ----------------------------- | ----- | ------- |
| G. Nordahl 2' 10' · Rosen 71' | Resum |         |

 White Hart Lane, Tottenham

Àrbitre: William Ling (ANG)

Assistència: 9.514        
| Corea                                                                             | 5–3   | Mèxic                                  |
| --------------------------------------------------------------------------------- | ----- | -------------------------------------- |
| Choi Song-Gon 13' · Bai Chon-Go 30' · Chung Kook-Chin 63' 66' · Chung Nam-Sik 87' | Resum | Cárdenas 23' · Figueroa 85' · Ruiz 89' |

 Champion Hill, Dulwich

Àrbitre: Leo Lemesic (IUG)

Assistència:        
| Itàlia                                                                               | 9–0   | Estats Units |
| ------------------------------------------------------------------------------------ | ----- | ------------ |
| Pernigo 2' 57' 88' 90' · Stellin 25' · Turconi 46' · Cavigioli 72' 87' · Caprile 90' | Resum |              |

 Griffin Park, Brentford

Àrbitre: Charles de la Salle (FRA)

Assistència: 20.000        

### Quarts de final
| Iugoslàvia                                   | 3–1   | Turquia     |
| -------------------------------------------- | ----- | ----------- |
| Željko Čajkovski 21' · Bobek 60' · Wölfl 80' | Resum | Gulesin 33' |

 Cricklefield Stadium, Ilford

Àrbitre: Victor Sdez (FRA)

Assistència: 8.000        
| Suècia                                                                                          | 12–0  | Corea |
| ----------------------------------------------------------------------------------------------- | ----- | ----- |
| Liedholm 11' 62' · G. Nordahl 25' 40' 78' 80' · Gren 27' · Carlsson 61' 64' 82' · Rosen 72' 85' | Resum |       |

 Selhurst Park, South Norwood

Àrbitre: Giuseppe Carpani (ITA)

Assistència: 7.110        
| Regne Unit   | 1–0   | França |
| ------------ | ----- | ------ |
| Hardisty 29' | Resum |        |

 Craven Cottage, Fulham

Àrbitre: Karel van der Meer (NED)

Assistència:        
| Dinamarca                                | 5–3   | Itàlia                        |
| ---------------------------------------- | ----- | ----------------------------- |
| John Hansen 30' 53' 74' 82' · Pløger 84' | Resum | Caprile 50' 67' · Pernigo 81' |

 Arsenal Stadium, Highbury

Àrbitre: William Ling (ANG)

Assistència: 25.000        

### Semifinals
| Suècia                           | 4–2   | Dinamarca                    |
| -------------------------------- | ----- | ---------------------------- |
| Carlsson 18' 42' · Rosen 31' 37' | Resum | Seebach 3' · John Hansen 77' |

 Estadi de Wembley

Àrbitre: S. Boardman (ANG)

Assistència: 20.000        
| Regne Unit  | 1–3   | Iugoslàvia                        |
| ----------- | ----- | --------------------------------- |
| Donovan 20' | Resum | Bobek 19' · Wölfl 24' · Mitić 48' |

 Estadi de Wembley

Àrbitre: Karel van der Meer (PBA)

Assistència: 40.000        

### Partit pel tercer lloc
| Regne Unit                          | 3–5   | Dinamarca                                             |
| ----------------------------------- | ----- | ----------------------------------------------------- |
| Aitken 5' · Hardisty 33' · Amor 63' | Resum | Præst 12' 49' · John Hansen 16' 77' · J. Sørensen 41' |

 Estadi de Wembley

Àrbitre: Karel van der Meer (PBA)

Assistència: 5.000        

### Final
| Suècia                        | 3–1   | Iugoslàvia |
| ----------------------------- | ----- | ---------- |
| Gren 24' 67' · G. Nordahl 48' | Resum | Bobek 42'  |

 Estadi de Wembley

Àrbitre: William Ling (ANG)

Assistència: 60.000        